# Vila Baleira
Vila Baleira is een stad in de Portugese gemeente Porto Santo in het district Maderia. In 2001 was het inwonertal 4.252. Vila Baleira heeft sinds 6 augustus 1996 de status van stad (cidade).